# Відданість (Halo)
Відданість (Allegiance) — восьмий епізод першого сезону американського воєнного науково-фантастичного серіалу «Halo». Епізод написав Джонатан Лібесман, сценаристи — Джастін Джуел Гілмер і Стівен Кейн. Перший показ відбувся 12 травня 2022 року.

## Зміст
Макі дедалі більше сумнівається в правильності своєї службі Ковенанту та закохується в Джона-117. Кетрін Голзі тим часом за допомогою Кортани виходить на зв'язок з Макі, запевняючи, що люди надто самовпевнені та жорстокі, і їх треба «вдосконалити». Потім Кетрін зламує системи зв'язку та повідомляє «Спартанцям», нібито командування ККОН (Космічне Командування Об'єднаних Націй) збожеволіло під впливом артефакта з Мадригала. Вона наказує звільнити себе, викрасти артефакт, а Макі схопити. Джона-117 вона планує взяти під повний контроль Кортани, проте штучний інтелект не слухається і попереджає його про пастку. Кай-125 не слухається наказу, тому її приголомшують і лишають у наручниках. Отямившись, Кай-125 звільняється та поспішає на допомогу Джону-117.
Джейкоб Кіз і Парангоскі після втрати чергової планети вирішують довіритися Джону-117 у пошуках Гало. Міранда в той же час розшифровує сигнал Ковенанту, з якого розуміє, що Макі вбила екіпаж «Гладіуса». Макі намагається попередити про бунт Кетрін, але їй не вірять. Дівчина торкається артефакта, що вимикає електроніку навколо, даючи Джону-117 та Кай-125 шанс перемогти інших «Спартанців». Кортана потай допомагає Джону-117 і завантажується в його мозковий імплантат, обірвавши всі канали зв'язку з Кетрін.

## Сприйняття та відгуки
Станом на квітень 2025 року на сайті «IMDb» серія отримала 7.5 бала підтримки з можливих 10 при 5144 голосах користувачів.
У огляді «Den of Geek» Меган Кроуз проставлено 3 зірки із 5 та в огляді зазначено: «„Відданість“ вражає деякими рішеннями. Мотив Кільця в першій сцені був моторошним, і паралель між першим коханням Джона та Макі й холодністю Голзі, безсумнівно, намагається сказати щось про те, що такого хорошого в людстві. Я справді хочу цілий епізод звичайних людей ККОН, які роблять ставку на спартанські подвиги сили. Спартанський бій мав приємні моменти напруги, це відчувалося або конфліктом між справжніми суперсолдатами, або веселим багатокористувацьким матчем „Halo“.»
Оглядач «IGN» Джессі Шеден писав: «„Halo“ перетворився на справжні американські гірки на підготовці до фіналу 1-го сезону. Щойно серіал досяг нового високого рівня в 6-му епізоді, як усе зруйнувалося в цілком абсолютно невражаючому 8-му епізоді. Тепер серіал знову на підйом у своєму передостанньому розділі. „Відданість“ — це захоплююча прелюдія до майбутньої великої битви, навіть якщо вона повністю ігнорує попередню серію.»
Оглядач «GamesRadar+» Бредлі Рассел зазначав: «„Відданість“ змусить усіх персонажів говорити. Це хороший, іноді чудовий епізод, який прекрасно готує „Halo“ до вибухового фіналу. Але це й частина, яка викличе суперечки. Окрім того, що серія діє як мікросвіт успіхів і невдач першого сезону, вона включає суперечливу сцену, яку скептики серіалу, безсумнівно, використовуватимуть як палицю, щоб побити творців.»

## Знімались
| Актор             | Роль                 |
| ----------------- | -------------------- |
| Пабло Шрайбер     | Чіф                  |
| Шабана Азмі       | адміралка Парангоскі |
| Наташа Кулзак     | Різ-028              |
| Олів Грей         | Міранда Кейс         |
| Єрін Ха           | Кван                 |
| Бентлі Калу       | Ваннак-134           |
| Кейт Кеннеді      | Кей-125              |
| Чарлі Мерфі       | Макі; Благословенна  |
| Денні Сапані      | Джейкоб Кейєс        |
| Джен Тейлор       | Кортана              |
| Бокім Вудбайн     | Сорен-066            |
| Наташа Мак-Елгон  | Кетрін Голзі         |
| Раян Макпарланд   | Адун                 |
| Зузанна Рое       | дівчина              |
| Джессіка Фостек'ю | Боровоі              |
| Карл Акортія      | сержант-артилерист   |
| Клаудіус Петерс   | Малья                |
| Девід Міллер      | Мурдо                |